# Lotar II z Arles
Lotar II z Arles (ur. między 926 a 928, zm. 22 listopada 950 w Turynie) – król Włoch z dynastii Bosonidów w latach 947–950, koregent od 931.
Lotar był synem Hugona z Arles oraz Aldy Starszej. Otrzymał imię po pradziadku, królu frankijskim, Lotarze II (w związku z tym uważał się za przedstawiciela Karolingów). Jego ojciec od 905 był regentem Dolnej Burgundii, a w 928 został jej królem. Następnie walczył z Rudolfem II z Górnej Burgundii o władzę nad całą Burgundią i Włochami. Ostatecznie rzeczywistą władzę nad Burgundią uzyskał Rudolf, a Hugo został królem Włoch. Po śmierci Rudolfa w 937 wzrosło znaczenie Hugona, który chciał zmusić Bertę Szwabską (wdowę po Rudolfie) do małżeństwa ze sobą, a jego córkę Adelajdę do małżeństwa ze swym synem, Lotarem. Sprzyjały temu małoletniość następcy Rudolfa, Konrada i pokój zawarty przez obydwu władców w 933. Ostatecznie tylko małżeństwo Lotara po dziesięcioletnim narzeczeństwie doszło do skutku (ok. 946) ze względu na interwencję cesarza Ottona I. 
Hugo w 931 uczynił ze swego syna koregenta. Jego rządy nie cieszyły się poparciem wśród poddanych. W 945 Berengar z Ivrei wzniecił powstanie przeciw dynastii Bosonidów z Arles i Hugo, za cenę oddania rzeczywistej władzy Berengarowi i wygnania do rodzinnej Prowansji, zachował formalny tytuł króla. Dwa lata później Hugo zmarł, a władzę formalnie objął Lotar, praktycznie całkowicie zależny od Berengara. Lotar zmarł 22 listopada 950 roku, mając dwadzieścia kilka lat, najpewniej otruty na rozkaz Berengara, który zmusił do małżeństwa z Adalbertem, swym synem, Adelajdę, wdowę po poprzedniku.

## Małżeństwo i potomstwo
Z małżeństwa z Adelajdą (burgundzką księżniczką) doczekał się córki Emmy (ur. ok. 948), od 966 żony Lotara, króla Franków zachodnich. Emma być może uczestniczyła w pozbawieniu władzy i życia najpierw Lotara, potem ich syna, Ludwika Gnuśnego i wyniesieniu na tron dynastii Kapetyngów.